# To Die For (Sam Smith)
To Die For è un singolo del cantautore britannico Sam Smith, pubblicato il 14 febbraio 2020.

## Promozione
Smith ha presentato To Die For dal vivo per la prima volta al Graham Norton Show il 14 febbraio 2020.

## Video musicale
Il video musicale, diretto da Grant Singer, è stato reso disponibile il 14 febbraio 2020 in concomitanza con l'uscita del singolo.

## Tracce
Testi e musiche di Samuel Smith, James Napier, Tor Erik Hermansen e Mikkel Storleer Eriksen.
Download digitale
1. To Die For – 3:13

Download digitale – Acoustic
1. To Die For (Acoustic) – 3:20

Download digitale – Remixes EP
1. To Die For (Ólafur Arnalds Remix) – 3:30
2. To Die For (Y2K Remix) – 2:25
3. To Die For (Blinkie Remix) – 3:32
4. To Die For (Madism Remix) – 2:41

## Formazione
- Sam Smith – voce
- Mikkel S. Eriksen – programmazione
- Jimmy Napes – produzione
- Stargate – produzione
- Kevin KD Davis – missaggio
- Randy Merrill – mastering

## Classifiche

### Classifiche settimanali
| Classifica (2020) | Posizione massima |
| ----------------- | ----------------- |
| Australia         | 15                |
| Belgio (Fiandre)  | 41                |
| Belgio (Vallonia) | 14                |
| Canada            | 56                |
| Corea del Sud     | 39                |
| Croazia           | 11                |
| Estonia           | 33                |
| Germania          | 90                |
| Grecia            | 38                |
| Irlanda           | 21                |
| Lettonia          | 63                |
| Libano            | 15                |
| Lituania          | 27                |
| Malaysia          | 20                |
| Norvegia          | 34                |
| Nuova Zelanda     | 34                |
| Paesi Bassi       | 75                |
| Portogallo        | 90                |
| Regno Unito       | 18                |
| Repubblica Ceca   | 64                |
| Singapore         | 18                |
| Slovacchia        | 52                |
| Stati Uniti       | 46                |
| Svezia            | 51                |
| Svizzera          | 42                |

### Classifiche di fine anno
| Classifica (2020) | Posizione |
| ----------------- | --------- |
| Belgio (Vallonia) | 84        |
| Corea del Sud     | 85        |
| Classifica (2021) | Posizione |
| Corea del Sud     | 199       |